# Camponotus descarpentriesi
Camponotus descarpentriesi är en myrart som beskrevs av Santschi 1926. Camponotus descarpentriesi ingår i släktet hästmyror, och familjen myror. Inga underarter finns listade.

## Bildgalleri

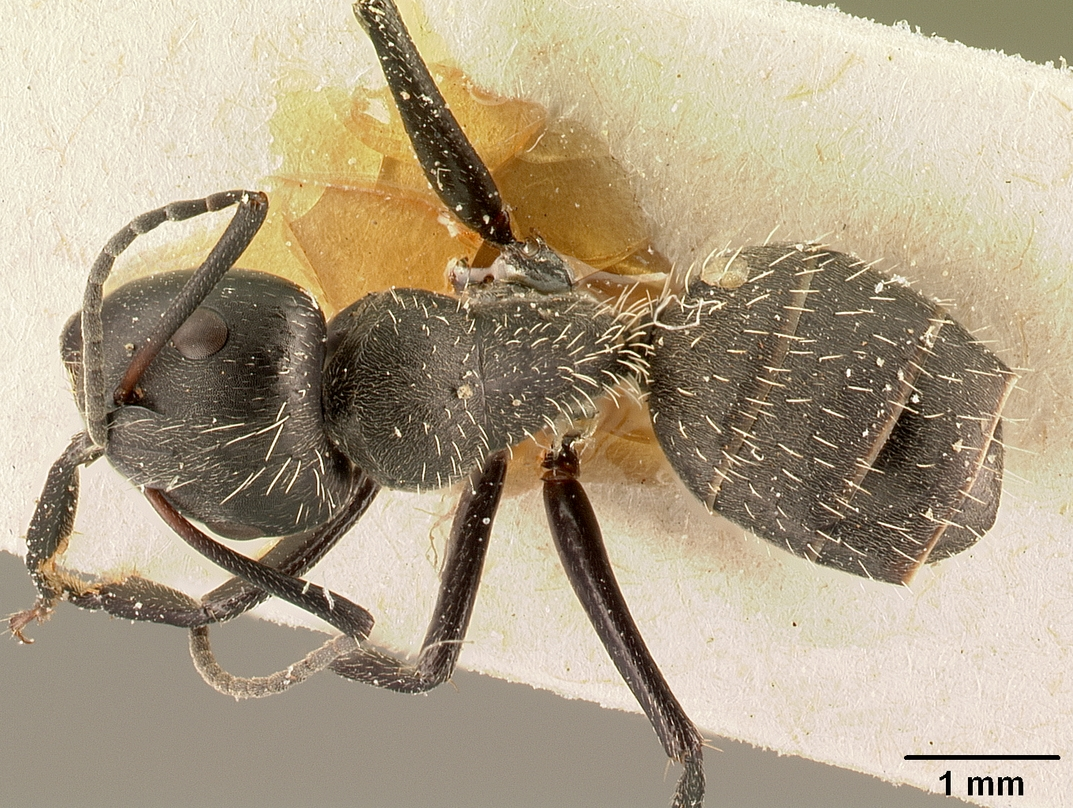
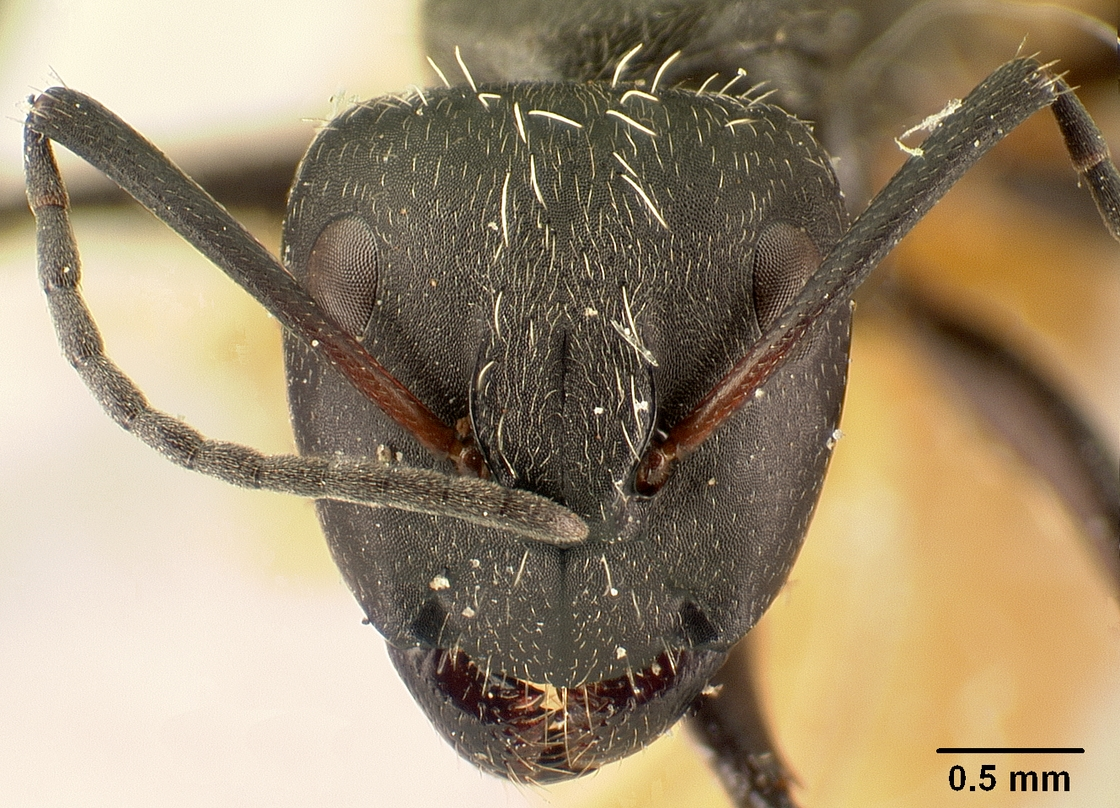
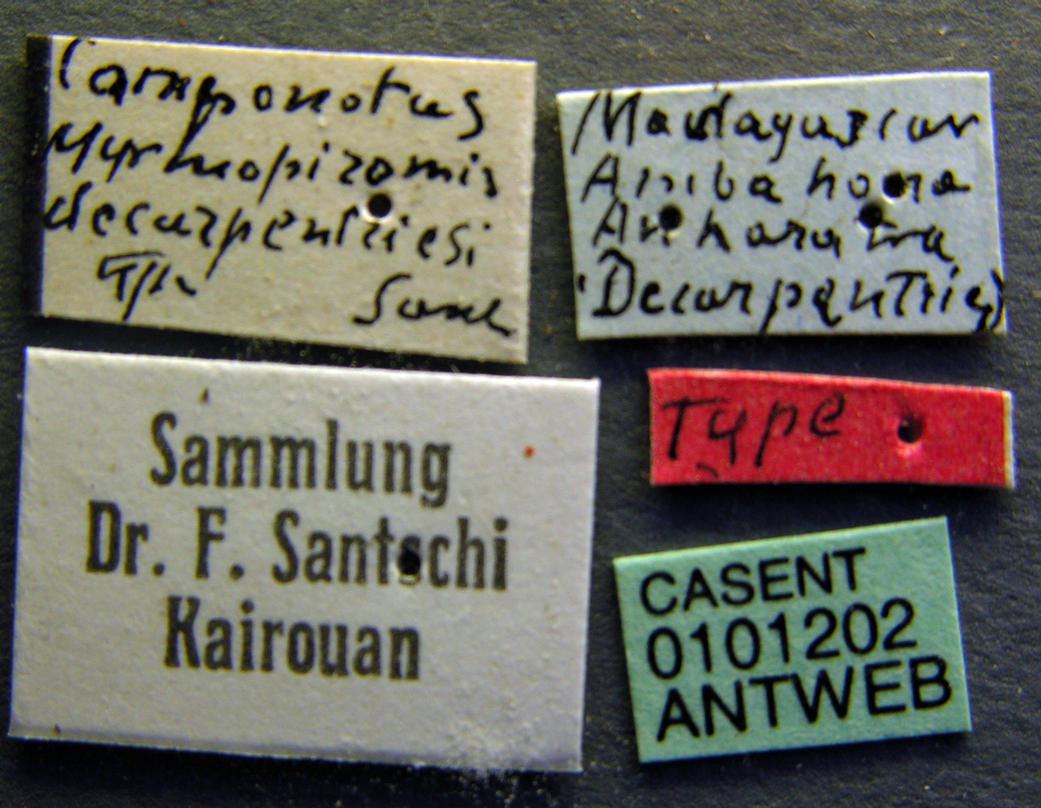
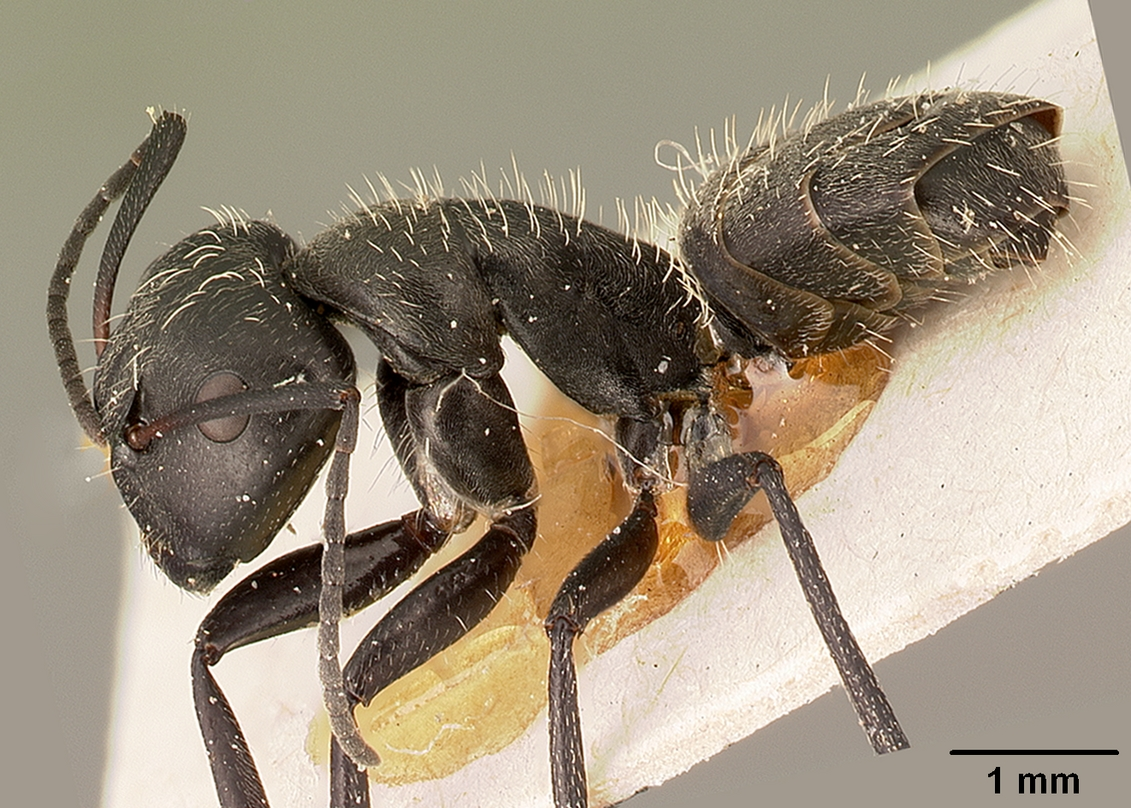
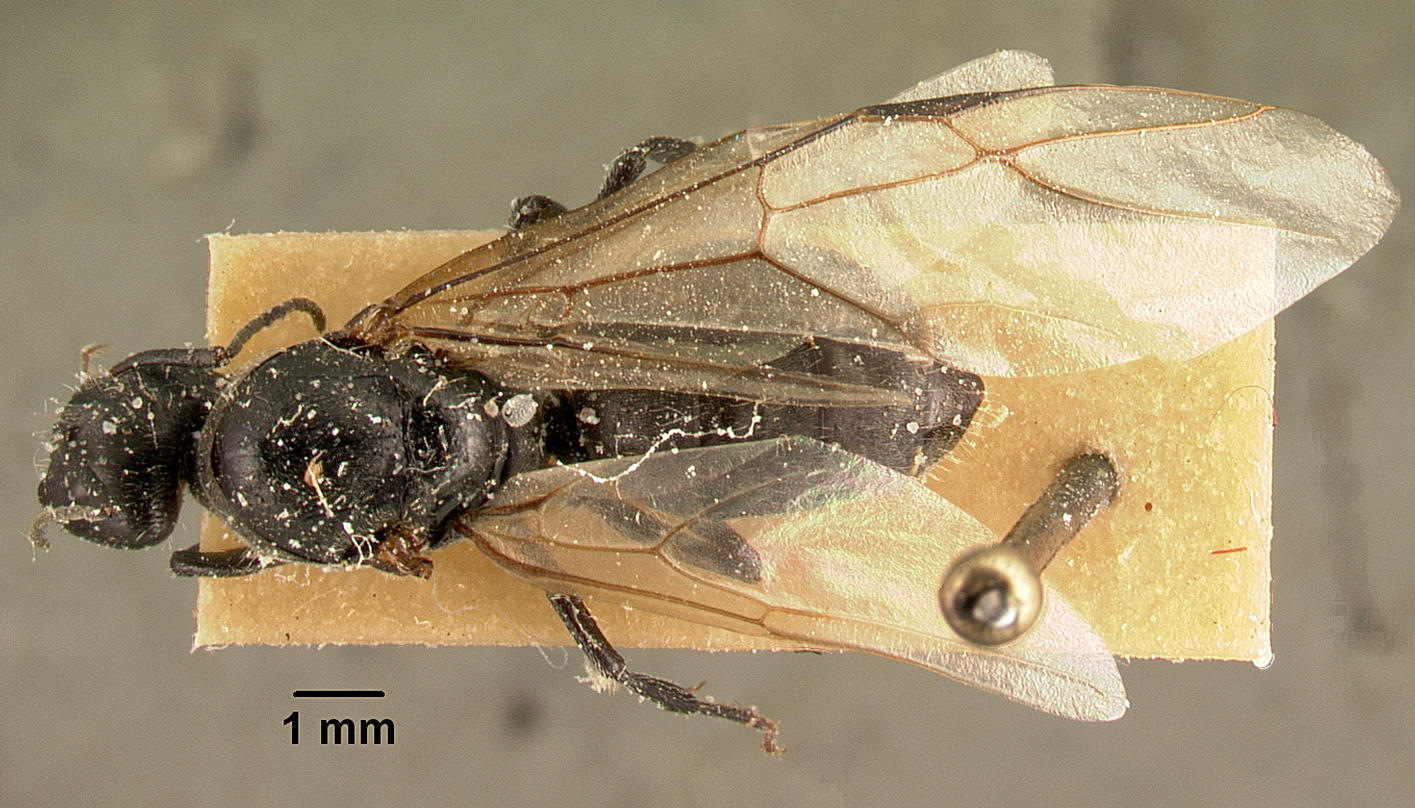
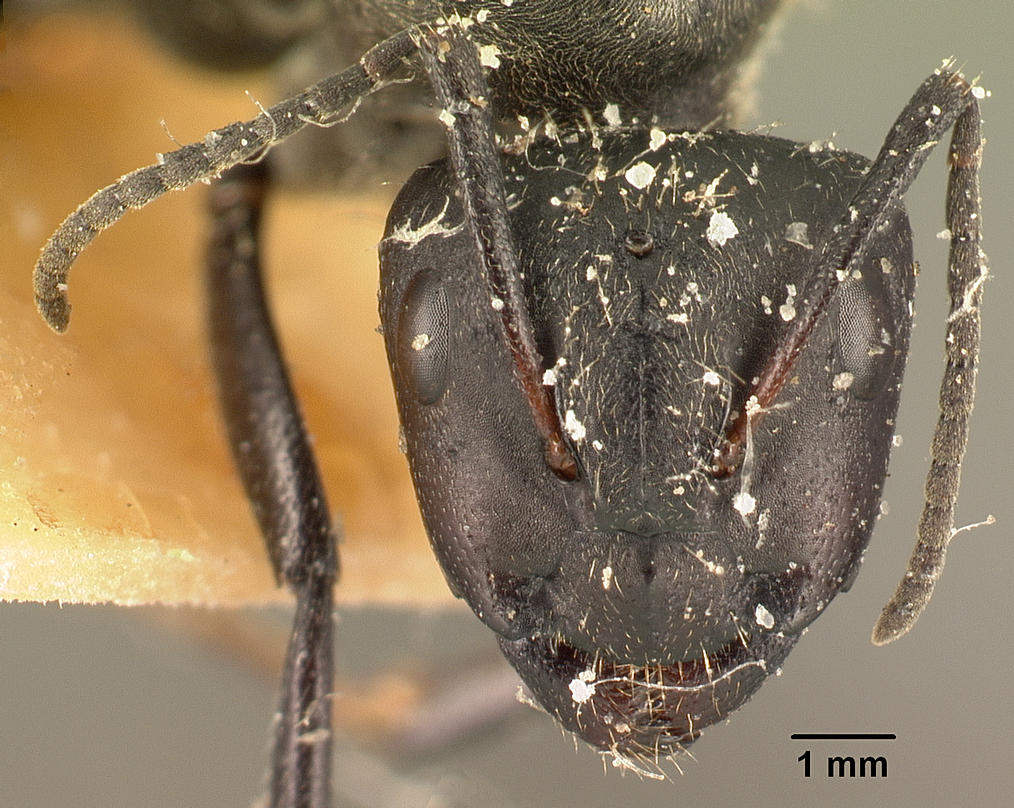